# История Индий
«История Индий» (исп. Historia de las Indias) — исторический труд испанского священнослужителя Бартоломе де лас Касаса, рассказывающий об испанской конкисте Нового света. Был написан в первой половине XVI века, но впервые вышел в печать в 1875—1876 годах.

## Значение
«История Индий» является ценным источником фактического материала по истории Конкисты: существенная часть труда основана на личных наблюдениях автора. При этом исследователи спорят о том, насколько правдиво это произведение в целом и насколько справедлива характеристика лас Касасом Конкисты как завоевания, осуществлённого бесчеловечными методами.